# Xavier Valdez
Xavier Valdez, né le 23 novembre 2003 à Harlem aux États-Unis, est un footballeur international dominicain. Il joue au poste de gardien de but au Houston Dynamo.

## Biographie

### Jeunesse et formation
Né à Harlem aux États-Unis, Xavier Valdez est formé au Manhattan SC où il jouait en tant qu'ailier, puis, après une poussée de croissance, il devient gardien de but. Il déménage dans le Minnesota alors qu'il était en deuxième année de lycée et rejoint le Shattuck-Saint Mary's où il continue à jouer au soccer. Après quelques saisons, il rejoint l'académie des jeunes du Dynamo de Houston en juillet 2020. Le 27 février 2022, il signe un contrat de Homegrown Player avec l'Orange Crush.

### Carrière internationale
Né aux États-Unis d'un père dominicain et d'une mère américaine. En avril 2022, il est appelé à participer à un camp d'entraînement des États-Unis des moins de 20 ans. Il joue pour la République dominicaine des moins de 20 ans lors du Championnat de la CONCACAF des moins de 20 ans 2022, où l'équipe termine à la deuxième place. Il est également convoqué pour la Coupe du monde des moins de 20 ans 2023. Il fait ses débuts avec la République dominicaine lors d'un match amical perdu 5-0 contre le Chili le 17 juin 2023.